# Chauliognathus transversalis
Chauliognathus transversalis là một loài bọ cánh cứng trong họ Cantharidae. Loài này được Guerin miêu tả khoa học năm 1830.